# Ihaia West
Pour les articles homonymes, voir West.

a Compétitions nationales et continentales officielles uniquement.

b Matchs officiels uniquement.
Dernière mise à jour le 30 avril 2024.
Ihaia West, né le 16 janvier 1992 à Havelock North (en), est un joueur de néo-zélandais de rugby à XV évoluant principalement au poste de demi d'ouverture.
Il remporte la Coupe d'Europe avec le Stade rochelais en 2022.

## Carrière

### En club
Ihaia West commence sa carrière professionnelle en 2012 avec la province de Hawke's Bay en National Provincial Championship,.
En 2014, il est recruté par la franchise de Super Rugby des Chiefs sur la base d'un contrat court, où il compense en début de saison les absences sur blessures de Robbie Robinson ou Gareth Anscombe . Il ne dispute cependant aucune rencontre et rejoint en cours de saison les Blues pour un contrat court similaire. Il fait ses débuts en Super Rugby le 2 mai 2014 contre les Queensland Reds, marquant un essai à cette occasion. Auteur de performances remarquées, il prolonge ensuite avec la franchise d'Auckland pour un vrai contrat à partir de la saison 2015.
Au cours de la saison 2017, il joue avec son équipe des Blues un match contre les Lions britanniques au cours de leur tournée en Nouvelle-Zélande, et participe à la victoire de son équipe en marquant un essai décisif en fin de rencontre, (victoire 22 à 16).
En 2018, il change de province de Super Rugby et rejoint les Hurricanes, où il joue une saison dans l'ombre de Beauden Barrett,.
La même année, il signe un contrat de trois saisons avec le club français du Stade rochelais en Top 14. Il dispute plusieurs finales avec le club maritime, dont celle de Coupe d'Europe en 2022, que son équipe remporte face au Leinster.
Il s'engage avec le RC Toulon pour la saison 2022-2023 et les deux suivantes. Au bout d'une saison, après des performances jugées décevantes, et à la suite du recrutement de Dan Biggar, il demande à être libéré de son contrat, et se réengage dans la foulée avec le Stade rochelais,.

### En équipe nationale
Ihaia West est sélectionné pour évoluer avec l'équipe de Nouvelle-Zélande des moins de 20 ans en 2012, et participe au championnat du monde junior, où son équipe échoue en finale,.
En octobre 2013, il est appelé pour jouer avec les Māori All Blacks en 2013 dans le cadre de leur tournée en Amérique du Nord. Il joue à sept reprises avec cette sélection entre 2013 et 2017, marquant 61 points. Il dispute notamment un match contre les Lions britanniques lors de leur tournée en Nouvelle-Zélande en 2017.
En novembre 2022, il est sélectionné avec les Barbarians pour affronter les All Blacks XV à Tottenham. Son équipe l'emporte sur le score de 35 à 31.

## Palmarès

### En club et province
- Finaliste du Challenge européen en 2019 avec le Stade rochelais.
- Finaliste de la Coupe d'Europe en 2021 avec le Stade rochelais.
- Finaliste du Top 14 en 2021 avec le Stade rochelais.
- Vainqueur de la Coupe d'Europe en 2022 avec le Stade rochelais.

- Vainqueur de la Challenge Cup en 2023 avec le RC Toulon.

### En équipe nationale
- Finaliste de la Coupe du monde des moins de 20 ans en 2012

### Distinctions personnelles
- Meilleur réalisateur du Challenge européen en 2019 (64 points)